# Алтурас (град, Калифорния)
Алтурас (на английски: Alturas) е град в окръг Модок, щата Калифорния, САЩ. Алтурас е с население от 2540 жители (по приблизителна оценка за 2017 г.) и обща площ от 5,7 km². Намира се на 1332 m надморска височина. ЗИП кодовете му са 96101, а телефонният му код е 530.